# Uvarus poggii
Uvarus poggii là một loài bọ cánh cứng trong họ Bọ nước. Loài này được Franciscolo & Sanfilippo miêu tả khoa học năm 1990.